# Mercblecket
Mercblecket, även kallad SASSE Club of Music, är en ideell förening och studentorkester vid Handelshögskolan i Stockholm. Den bildades 1962 och är del av Handelshögskolans i Stockholm studentkår.

## Historik
Orkestern grundades 1962 som en marsch- och spexorkester av studenterna Peter Gorpe och Bengt Säve-Söderbergh. Orkesterns medlemmar bar ursprungligen utrangerade scenkläder som köpts från Kungliga Teatern i Stockholm (Operan) och franska uniformsmössor (képi) inköpta i Paris. Med i orkestern var från början också en engelsk utbytesstudent, Roger Wallis, som skrev parodierande arrangemang på Beatleslåtar. Detta ledde till att Mercblecket spelade på Arlanda flygplats när Beatles kom till Stockholm i juli 1964. Mercblecket gav också ut en EP-skiva med Beatlesmusik (se nedan). I mitten av 1960-talet gjorde orkestern ett flertal tv-framträdanden och spelade vid flera tillfällen för medlemmar av de svenska och belgiska kungafamiljerna.
Föreningen lades ned 1997 och återuppstod under 2000-talet, då man även lade till ett namn på engelska, SASSE Club of Music (SASSECM).
Orkestern har uppträtt tillsammans med Handelshögskolans i Stockholm studentkårs balettgrupp Efterfrågekurvorna (tidigare Paretobaletten) och spelat in ett flertal skivor, bland annat Mercblecket beats the Beatles (1964) och Så skall det låta – Mercblecket 35 år (1997). Orkestern är medlem av Stockholms Musicerande Akademiska Samarbetande Kårorkestrar (Smask).
Per-Johan Björnstedt, som avlade examen vid Handelshögskolan i Stockholm 1989, var under sin studietid aktiv i Mercblecket och är nu styrelseledamot i Handelshögskolans i Stockholm kamratförening. Han har sagt "Det bästa minnet från Handels är svårt att säga för det var så många, men en stor del av min tid tillbringades tillsammans med Handels saligen avsomnade studentorkester Mercblecket och det är till denna aktivitet minnena är kopplade. Den viktigaste erfarenheten från Handels var att lära sig att fokusera både på väsentligheter vad gällde studier men även på kårliv/nya bekantskaper. Något som senare i livet inneburit tillgång till ett nätverk av professionellt kompetenta vänner”.

## Diskografi
- 1964: Mercblecket beats the Beatles, Philips EP [2]
- 1966: SMASK[4] (tillsammans med Kårsdraget, Promenadorquestern och Läderläpparne), Philips PY 842 556
- 1973: SMASK 2,[5] Kenneth Records XTS 9004
- 1979: Mercblecket, Kenneth Records XTS 9008
- 1987: I Mercbleckets töcken
- 1997: Så skall det låta – Mercblecket 35 år[6]